# Гамогма-Занати
Гамогма-Занати (груз. გამოღმა ზანათი) — село в Грузии, на территории Абашского муниципалитета края (мхаре) Самегрело-Верхняя Сванетия.

## География
Село находится в западной части Грузии, на левом берегу реки Абаши, на расстоянии приблизительно 4 километров (по прямой) к западу от города Абаша, административного центра муниципалитета. Абсолютная высота — 16 метров над уровнем моря.

## Население
По результатам официальной переписи населения 2014 года в Гамогма-Занати проживало 691 человек (345 мужчин и 346 женщин). В национальном составе грузины составляли 99,7 %.
| Год  | Население, человек |
| ---- | ------------------ |
| 2002 | 852                |
| 2014 | ↘ 691              |